# Marvel’s M.O.D.O.K.
Marvel’s M.O.D.O.K., abgekürzt auch M.O.D.O.K., ist eine US-amerikanische animinierte Stop-Motion-Serie für Erwachsene, basierend auf der gleichnamigen Comicfigur aus den Marvel Comics. Die Serie wurde von Jordan Blum und Patton Oswalt erdacht, und von Marvel Television und Marvel Animation unter Aufsicht von Marvel Studios umgesetzt. Für die Stop-Motion-Animationen der Serie zeichnet die Firma Stoopid Buddy Stoodios verantwortlich.
In den Vereinigten Staaten wurde die Serie am 21. Mai 2021 auf dem US-amerikanischen Streamingdienst Hulu veröffentlicht. Im deutschsprachigen Raum erfolgte die Erstveröffentlichung der Serie am selben Tag durch Disney+ via Star als Original.

## Handlung
Einst verfolgte der größenwahnsinnige Superschurke M.O.D.O.K. seinen utopischen Traum der Weltherrschaft. Doch nach all den Jahren der Misserfolge und Rückschläge im Kampf gegen die mächtigsten Helden der Erde hat M.O.D.O.K. seine schurkische Organisation A.I.M. in den Ruin getrieben. Nachdem A.I.M. Konkurs ging, wurde die Firma an die konkurrierende GRUMBL verkauft, und M.O.D.O.K. als Anführer entmachtet und vor die Tür gesetzt. Jetzt steht der Mental Organism Designed Only for Killing vor seiner größten Herausforderung. Nicht schon schlimm genug, dass er sich Mitten in der Midlife-Crisis befindet, nun muss sich M.O.D.O.K. neben dem ungewohnten und stressigen Familienleben auch mit seiner bröckelnden Ehe auseinandersetzen.

## Besetzung und Synchronisation
Die deutschsprachige Synchronisation entstand nach den Dialogbüchern von Robin Kahnmeyer sowie unter der Dialogregie von Robin Kahnmeyer und Jill Böttcher durch die Synchronfirma SDI Media Germany in Berlin.

### Hauptrollen
| Rolle                        | Originalsprecher     | Synchronsprecher  |
| ---------------------------- | -------------------- | ----------------- |
| George Tarleton / M.O.D.O.K. | Patton Oswalt        | Axel Malzacher    |
| Jodie Tarleton               | Aimee Garcia         | Carolina Vera     |
| Lou Tarleton                 | Ben Schwartz         | Sebastian Fitzner |
| Melissa Tarleton             | Melissa Fumero       | Luisa Wietzorek   |
| Monica Rappaccini            | Wendi McLendon-Covey |                   |
| Austin Van Der Sleet         | Beck Bennett         | Sebastian Schulz  |
| Super-Adaptoid               | Jon Daly             | Dirk Stollberg    |
| Gary                         | Sam Richardson       |                   |

### Nebenrollen
| Rolle                                 | Originalsprecher | Synchronsprecher |
| ------------------------------------- | ---------------- | ---------------- |
| Tony Stark / Iron Man                 | Jon Hamm         | Jaron Löwenberg  |
| Simon Williams / Wonder Man           | Nathan Fillion   |                  |
| Marian Pouncy / Poundcakes            | Whoopi Goldberg  |                  |
| Samuel Sterns / The Leader            | Bill Hader       |                  |
| David Alan Angar / Angar the Screamer | Bill Hader       |                  |

## Episodenliste
| Nr. | Deutscher Titel                            | Originaltitel                           | Erstveröffentlichung (USA) | Deutschsprachige Erstveröffentlichung (D/A/CH) | Regie                     | Drehbuch                        |
| --- | ------------------------------------------ | --------------------------------------- | -------------------------- | ---------------------------------------------- | ------------------------- | ------------------------------- |
| 1   | Hier ist... M.O.D.O.K.!                    | If This Be... M.O.D.O.K.!               | 21. Mai 2021               | 21. Mai 2021                                   | Eric Towner & Alex Kramer | Jordan Blum & Patton Oswalt     |
| 2   | Der M.O.D.O.K., den die Zeit vergaß!       | The M.O.D.O.K. That Time Forgot         | 21. Mai 2021               | 28. Mai 2021                                   | Eric Towner & Alex Kramer | Geoff Barbanell & Itai Grunfeld |
| 3   | Was kommt da durchs Portal?                | Beware from What Portal Comes!          | 21. Mai 2021               | 4. Juni 2021                                   | Eric Towner & Alex Kramer | Brett Cawley & Robert Maitia    |
| 4   | Freitagnacht gehört... den Jungs!          | If Saturday Be... For the Boys!         | 21. Mai 2021               | 11. Juni 2021                                  | Eric Towner & Alex Kramer | Patton Oswalt                   |
| 5   | Die Bürokratie sei... dein Tod!            | If Bureaucracy Be Thy Death!            | 21. Mai 2021               | 18. Juni 2021                                  | Eric Towner & Alex Kramer | Cullen Crawford                 |
| 6   | Geschichten vom großen Bar Mitzwa – Krieg! | Tales from the Great Bar-Mitzvah War!   | 21. Mai 2021               | 25. Juni 2021                                  | Eric Towner & Alex Kramer | Lauren Sodja Otero              |
| 7   | Dieser Mann... diese Veränderung!          | This Man... This Makeover!              | 21. Mai 2021               | 2. Juli 2021                                   | Eric Towner & Alex Kramer | Yolanda Carney                  |
| 8   | Blut ist dicker als Roboteröl!             | O, Were Blood Thicker Than Robot Juice! | 21. Mai 2021               | 9. Juli 2021                                   | Eric Towner & Alex Kramer | Brett Cawley & Robert Maitia    |
| 9   | Der Postmann bringt Gefährliches!          | What Menace Doth the Mailman Deliver!   | 21. Mai 2021               | 16. Juli 2021                                  | Eric Towner & Alex Kramer | Geoff Barbanell & Itai Grunfeld |
| 10  | Die Zeit zukünftiger M.O.D.O.K.S.!         | Days of Future M.O.D.O.K.s              | 21. Mai 2021               | 24. Juli 2021                                  | Eric Towner & Alex Kramer | Jordan Blum                     |